# جيم تومسون (لاعب هوكي جليد)
جيم تومسون هو لاعب هوكي جليد كندي، ولد في 30 ديسمبر 1965 في إدمونتون في كندا.

## وصلات خارجية
- جيم تومسون على موقع دوري الهوكي الوطني (الإنجليزية)
- جيم تومسون على موقع قاعة مشاهير الهوكي (لاعب أن.إتش.أل) (الإنجليزية)
- جيم تومسون على موقع EliteProspects.com (الإنجليزية)
- جيم تومسون على موقع HockeyDB.com (الإنجليزية)
- جيم تومسون على موقع Hockey-Reference.com (الإنجليزية)